# Snoezelen
A sala de Snoezelen é uma sala multi-sensorial que tem como objectivo a estimulação sensorial e/ou a diminuição dos níveis de ansiedade e de tensão. A pesquisa sobre os benefícios do tratamento com Snoezelen é escassa, com variáveis projetos de estudo.

## Conceito
O Conceito da sala de Snoezelen proporciona conforto, através do uso de estímulos controlados, e oferece uma grande quantidade de estímulos sensoriais, que podem ser usados de forma individual ou combinada dos efeitos da música, notas, sons, luz, estimulação táctil e aromas.
O ambiente, que a sala de Snoezelen proporciona, é seguro e não ameaçador, promovendo o auto-controlo, autonomia, descoberta e exploração, bem como efeitos terapêuticos e pedagógicos positivos.
O ambiente multisensorial permite estimular os sentidos primários tais como o toque, o paladar, a visão, o som, o cheiro, sem existir necessidade de recorrer às capacidades intelectuais mas sim às capacidades sensoriais dos indivíduos. A confiança e o relaxamento são incentivados através de terapias não directivas.
O uso de um ambiente multisensorial permite que as terapias sejam únicas para cada utente.

## Benefícios da Sala de Snoezelen
- Promove o relaxamento, lazer e diversão;
- Estimula os sentidos primários;
- Permite a exploração, descoberta, escolha e a oportunidade de controlar o ambiente;
- Aumenta a compreensão do utente em relação ao gosta/não gosta;
- Permite a estimulação esfincteriana;
- A variedade de actividades permite explorar as necessidades bem como as preferências;
- Permite o trabalho individual ou em grupo, servindo para o controlo da ansiedade;
- Incentiva o movimento e a motivação;
- Motiva para a aprendizagem;
- Facilita a libertação de stress;
- Promove a consciência da equipa técnica sobre a importância dos sentidos primários;
- O uso de equipamento sensorial pode ser benéfico para todas as idades e diagnósticos;
- Estimula o surgir de emoções positivas tais como o bem-estar, relaxamento, satisfação e alegria.

O equipamento que constitui a sala estimula a interacção do indivíduo com o que o rodeia, bem como, a construção e estruturação de imagens do seu mundo.